# Авдорханов, Заурбек Зелимханович
Заурбе́к Зелимха́нович Авдорха́нов (4 октября 1976, Аллерой, Чечено-Ингушская АССР — 29 июля 2012, Галашки, Ингушетия) — чеченский полевой командир, участник Второй чеченской войны на стороне ЧРИ. Родной брат Ахмада Авдорханова. Командующий Курчалоевским сектором Восточного Фронта ВС ЧРИ / Вилаята Нохчийчоь Имарата Кавказ.
В радиоэфире имел командирский позывной «Кавказ».

## Биография
Авдорханов родился 4 октября 1976 года в селе Аллерой, Ножай-Юртовский района (ныне входит в Курчалоевский район) Чечено-Ингушской ССР, СССР.
Участник второй Чеченской войны и сепаратистского исламистского подполья на Северном Кавказе. Полевой командир в Имарате Кавказ.
В 2010 году Рамзан Кадыров заявил, что за достоверную информацию о местонахождении Асламбека Вадалова или Заурбека Авдорханова будет выплачено по 10 миллионов рублей.
Авдорханов-младший был ответственным за нападения на автоколонны МВД и воинские колонны в зоне своей ответственности (Курчалоевский район Чечни). Его бандгруппа причастна к нападениям на глав администраций, сотрудников правоохранительных органов, военнослужащих федеральных сил и гражданских лиц. В частности, к убийству восьми милиционеров в с.Ишхой-Юрт в апреле 2004 года, к нападению на поселковый отдел милиции села Мескеты 25 сентября 2003 года.
Амир Заурбек слывёт как один из командовавших «спецоперацией против кадыровцев в селе Центарой», совершённой 29 августа 2010 года отрядом из 60 боевиков. Официальные источники в МВД Чечни подтвердили, что трое опознанных из уничтоженных бандитов состояли в бандгруппе Заурбека Авдорханова.
По словам Рамзана Кадырова, уничтожен сотрудниками ФСБ по Ингушетии в селе Галашки в ходе спецоперации вечером, 29 июля 2012 года вместе с братом Ибрагимом и приближённым боевиком Аюбом Халадовым.
По словам Юнус-Бека Евкурова все трое погибли в результате неосторожного обращения со взрывчаткой.
Сообщение о гибели Авдорханова нашло подтверждение у родственников полевого командира.